# Maximin d'Hombres
Pour les articles homonymes, voir D'Hombres.
Maximin d'Hombres, né le 14 août 1810 à Alès (Gard) et mort le 27 décembre 1873 dans la même ville, est un avocat, magistrat et écrivain français.

## Biographie
Petit-neveu du naturaliste et lexicographe Pierre Augustin Boissier de Sauvages (1710-1795) et neveu de l'agronome et homme politique, le baron d'Hombres-Firmas (1776-1857),.
Le jeune François-Louis-Maximin d'Hombres naît dans une fratrie de quatre enfants dont le père est François-Régis d'Hombres et sa mère, Marie-Antoinette-Eulalie Desroche, de Génolhac.
Il fait ses études classiques à Forcalquier, chez les jésuites à Aix-en-Provence, les poursuit à Alès et les continu à la faculté de droit de Paris.
Ayant prêté serment le 6 novembre 1834, il exerce la profession d'avocat dans la capitale des Cévennes, où il appartient à la Société littéraire et scientifique, qu'il préside en 1872.
En 1844, il épouse la fille du magistrat montpelliérain Amédée Farjon, Marie-Julie.
Intéressé par la philologie, il prend aussi part aux activités de la Société des langues romanes, et publie plusieurs ouvrages à visée scientifique. Son Dictionnaire languedocien-français sera terminé et édité après sa mort par Gratien Charvet (1826-1884).
Le 12 juin 1873, il devient président du tribunal civil d'Alès, mais meurt le 27 décembre de la même année.
Sur sa tombe installée dans le cimetière d'Alès, l'épitaphe écrite par son ami André Leyris (1829-1894) emploie la particule :
« Lo que de tot son cur aimava son Alès
Lo que saviâ tari bien parlar nostre patoès
L'eiritièr de Sauvage e l'amic de Lafara
Aquî sot'aquel marbre espès
Maximin d'Hombres dormis ara »
« Celui qui aimait son Alès de tout son cœur,
Celui qui savait si bien parler notre patois,
L'héritier de Sauvages et l'ami de Lafare,
Ici, sous l'épaisseur du marbre,
Maximin d'Hombres dort maintenant »

## Ouvrages
- (oc) Marquis de La Fare-Alais, Gustave-Christophe-Valentin de (1791-1846) et M. d'Hombres, Las castagnados : poésies languedociennes [« les châtaignaisons »], Alais (Alès), V. Veirun (réimpr. 1851) (1re éd. 1844), 482 p., 22 cm (OCLC 489851657, BNF 30613583, SUDOC 005984742, présentation en ligne).
- J.-M. Maurette, Étienne Duclaux-Monteil et M. d'Hombres, municipalité d'Alès, Recherches historiques sur la ville d'Alais, Alais (Gard), typographie de J. Martin, 1860, 666 p., 23 cm (OCLC 31874260, BNF 30911695, SUDOC 011497270, présentation en ligne, lire en ligne). .
- M. d'Hombres (Extrait de l'Aigle des Cévennes), Coup d'œil sur l'alignement et les syndicats du Gardon, suivi du règlement sur l'organisation des syndicats, par un paysan du Gardon, Alais (Alès), A. Veirun, 1861, 78 p., in-8o (BNF 30613581, lire en ligne).
- M. d'Hombres et Gratien Charvet (1826-1884), Dictionnaire languedocien-français, Alais (Alès) / Nîmes, imp. de A. Brugueirolle / Lacour éditeur, coll. « Rediviva » (réimpr. 2001) (1re éd. 1884), 655 p., in-4° (ISBN 978-2-8414994-0-3, OCLC 495935399, BNF 32255026, SUDOC 005333350, présentation en ligne, lire en ligne), p. I à V. .

## Hommages
La municipalité de la ville d'Alès a dédiée une rue et une impasse au nom de Maximin Dhombres,.